# Hindustan Unilever
Pour les articles homonymes, voir HUL.
Hindustan Unilever, Hindustan Unilever Limited ou HUL est une entreprise qui fait partie de l'indice boursier BSE Sensex.

## Histoire
En mai 2020, GlaxoSmithKline annonce la vente de sa participation de 5,7 % dans Hindustan Unilever pour 3,4 milliards de dollars.